# Hans van der Hoek

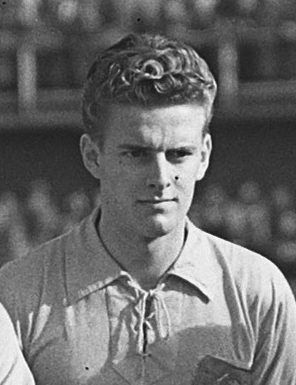
Hans van der Hoek im Jahr 1953

 Johannes Willem van der Hoek (* 5. Mai 1933 in Rotterdam; † 4. Februar 2017) war ein niederländischer Fußballspieler. Der Verteidiger war von 1950 bis 1959 für Feijenoord aktiv; zweimal wurde er in die Nationalmannschaft berufen.

## Vereinskarriere
Mit 13 Jahren wurde Van der Hoek Mitglied von Feijenoord. Vier Jahre später gab er, am 5. November 1950 gegen XerxesDZB, sein Debüt als Linksaußen in der ersten Mannschaft der Rotterdamer. Später spielte er in der Abwehr. Er war 1954 kurz vor der offiziellen Einführung des Berufsfußballs in den Niederlanden einer der ersten Spieler, die Geld für ihre Leistungen erhielten; Feijenoord zahlte ihm 4.000 Gulden, damit er sich nicht von Fortuna’54, einem der neugegründeten Vereine des Berufsfußballbundes NBVB, abwerben ließ. Bis 1960 blieb er bei Feijenoord; in 176 Meisterschaftsspielen erzielte er 24 Tore. Nach zwei Beinbrüchen, in einem B-Länderspiel und in einem Match gegen PSV, verlor er seinen Stammplatz und wechselte im Juli 1960 zum Sportclub Enschede. Ein Jahr später ging er zu ADO Den Haag, wo er seine aktive Laufbahn ausklingen ließ.

## Nationalmannschaft
Nachdem Van der Hoek in verschiedenen Jugend- und Regionalauswahlen gespielt hatte, wurde er im September 1953 zum Auswärtsspiel der Elftal in Norwegen eingeladen. Am 27. September gab er im Osloer Ullevaal-Stadion sein Debüt in Oranje; die Gastgeber gewannen 4:0. In den folgenden fünf Spielen unter Bondscoach Jaap van der Leck saß er auf der Bank; eine Chance auf dem Platz erhielt er erst mehr als ein Jahr später unter dem neuen Trainer Max Merkel am 24. Oktober 1954 gegen Belgien; dieses Spiel ging in Antwerpen mit 3:4 verloren. 
Am 13. März 1955 fand das nächste Länderspiel statt. Mittlerweile gab es offiziell Berufsfußball in den Niederlanden, und die zuvor gesperrten Auslandsprofis – die mittlerweile großenteils zu den neuen Proficlubs in der Heimat gewechselt waren – durften wieder in der Nationalmannschaft antreten. Beim 1:1 gegen Dänemark gehörte van der Hoek zwar wieder zum Kader, saß jedoch wie im Spiel danach erneut nur auf der Bank. Später spielte er für B-Auswahl des KNVB; am 27. März 1957 brach er sich beim Spiel Niederlande B gegen Deutschland B in Essen zum ersten Mal ein Bein; nachdem sich das Missgeschick wenig später wiederholte, verlor er auch im Verein seinen Stammplatz.

## Trainer
Bereits in seinem letzten aktiven Jahr bei ADO Den Haag vertrat er in zehn Spielen seinen Trainer Ernst Happel. Anschließend wurde er Trainer mehrerer Amateurklubs, darunter der VV Papendrecht, mit dem er vier unterklassige Meisterschaften errang. 1982 kam er zurück nach Rotterdam und wurde Trainer der Amateurmannschaft von Feyenoord; später wurde er auch Vorstandsmitglied der Feyenoord-Amateure.

## Abseits des Fußballplatzes
Van der Hoek war mit Elly Heiden verheiratet, einer Tochter des ehemaligen Eisschnelllaufweltrekordlers Siem Heiden. Er selbst wurde zweimal Seniorenmeister der Eislaufabteilung von Feijenoord. 